# The Crane Wife
The Crane Wife é o quarto álbum de estúdio da banda norte-americana The Decemberists, lançado em 2006. Ele foi produzido por Tucker Martine e Chris Walla, e é o primeiro álbum da banda gravado pela Capitol Records. O álbum foi inspirado em um conto folclórico japonês.
O álbum foi um grande sucesso e, até fevereiro de 2009, haviam sido vendidas 289.000 cópias somente nos Estados Unidos, de acordo com a Nielsen SoundScan, sendo aproximadamente 100.000 cópias vendidas a mais que o álbum anterior, Picaresque.
A capa do álbum foi criada pela artista Carson Ellis, esposa de Colin Meloy.

## A história de The Crane Wife
The Crane Wife foi inspirado em um antigo conto folclórico japônes em que um camponês, caminhando por uma estrada, encontra um grou ferido por uma flecha. Então ele retira a flecha e cuida de seus machucados. Alguns dias depois, uma mulher misteriosa bate em sua porta e o camponês a acolhe. Eles acabam se apaixonando e se casando. Vivendo na pobreza, e sendo a mulher uma tecelã, ela sugere fazer um tecido que eles possam vender e ganhar algum dinheiro. Mas havia uma condição: enquanto ela estivesse tecendo, ele não poderia olhar para a sala em que ela estava trabalhando. No entanto, após algum tempo, o camponês não resistiu à curiosidade e acabou quebrando o acordo. Para sua surpresa, a mulher era, na verdade, um grou, e estava arrancando penas de sua asa e usando-as para fazer o tecido, o qual era muito bonito e macio. Acontece que, ao olhá-la, o encanto se quebrou e ela voltou a se tornar permanentemente em um grou e saiu voando pela janela.

## "When the War Came"
Esta música é um retrato dos 900 dias do cerco a Leningrado, durante a Segunda Guerra Mundial. Durante o cerco, o exército alemão cercou a cidade inteiramente, impedindo que qualquer coisa entrasse ou saísse. Como resultado, muitos morreram de inanição, e estima-se que houve mais de um milhão de mortos. A canção também apresenta um tom político; ela afirma que apesar do fato das pessoas depositarem sua fé no governo que os jurou protegê-los, elas acabaram sendo abandonadas, despreparadas e sem equipamentos, para lutar contra os alemães. A canção faz referências à Nikolai Vavilov, um botânico russo que morreu em um campo de prisioneiros soviético. Colin Meloy explicou:
“O último bom livro que eu li foi Hunger, de Elise Blackwell. É um livro sobre o cerco a Leningrado na Segunda Guerra Mundial, onde existia um instituto botânico. Durante o cerco, o qual durou um longo tempo, toda a população estava morrendo de fome, mas todos os botânicos no instituto juraram proteger o catálogo de sementes e plantas, não só de uma população faminta, mas também deles mesmos. Isso é incrível. Eu acabei escrevendo “When the War Came”, uma música do novo disco, sobre isso.”

## Shankill Butchers
“Shankill Butchers” é uma canção sobre os Shankill Butchers, uma facção da Força Voluntária do Ulster. A FVU é uma organização paramilitar protestante da Irlanda do Norte. Os Shankill Butchers se separaram da FVU em meados dos anos 70 e cometeram uma série de assassinatos brutais. Os Butchers sequestraram aleatoriamente sete cidadãos católicos da Irlanda do Norte e os mataram no meio da noite com um corte na garganta. Eles também realizaram vários outros tiroteios e ataques a bomba, matando até 32 pessoas.

## Recepção
| Críticas profissionais | Críticas profissionais |
| Pontuações agregadas   | Pontuações agregadas   |
| Fonte                  | Avaliação              |
| ---------------------- | ---------------------- |
| Metacritic             | 84/100                 |
| Avaliações da crítica  |                        |
| Fonte                  | Avaliação              |
| AllMusic               | [ 6 ]                  |
| The A.V. Club          | A                      |
| Blender                | [ 8 ]                  |
| Entertainment Weekly   | B+                     |
| The Guardian           | [ 10 ]                 |
| NME                    | 6/10                   |
| Pitchfork              | 8.4/10                 |
| Rolling Stone          | [ 13 ]                 |
| Spin                   | [ 14 ]                 |
| Uncut                  | [ 15 ]                 |

The Crane Wife foi amplamente aclamado pela crítica musical, ganhando 84% de críticas positivas no Metacritic e permanece como uma das obras mais bem avaliadas do Decemberists. Jim DeRogatis do jornal Chicago Sun-Times o chamou de “o melhor álbum do Jethro Tull desde Heavy Horses, enquanto Stephen M. Deusner, da revista online Pitchfork, escreveu que o álbum “amplia e refina ainda mais a força do Decemberists”. Ficou em 41º lugar na lista dos 50 melhores álbuns de 2006 da Pitchfork e em 19º da lista dos 60 melhores álbuns de 2006 da revista online PopMatters.

## Lista de faixas
Todas as faixas escritas e compostas por Colin Meloy. 
| N.º            | Título                                                                          | Duração |  |
| 1.             | "The Crane Wife 3"                                                              | 4:18    |  |
| 2.             | "The Island: Come And See/The Landlord’s Daughter/You’ll Not Feel the Drowning" | 12:26   |  |
| 3.             | "Yankee Bayonet (I Will Be Home Then)"                                          | 4:19    |  |
| 4.             | "O Valencia!"                                                                   | 3:48    |  |
| 5.             | "The Perfect Crime #2"                                                          | 5:33    |  |
| 6.             | "When the War Came"                                                             | 5:06    |  |
| 7.             | "Shankill Butchers"                                                             | 4:40    |  |
| 8.             | "Summersong"                                                                    | 3:31    |  |
| 9.             | "The Crane Wife 1 & 2"                                                          | 11:20   |  |
| 10.            | "Sons & Daughters"                                                              | 5:14    |  |
| Duração total: | Duração total:                                                                  | 1:00:15 |  |

| Disco bônus da 10th Anniversary Edition - 2017 |                                                                                 |         |  |
| N.º                                            | Título                                                                          | Duração |  |
| 1.                                             | "Yankee Bayonet (I Will Be Home Then) (Alternate Take)"                         | 4:22    |  |
| 2.                                             | "Culling Of The Fold (Alternate Take)"                                          | 4:30    |  |
| 3.                                             | "Hurdles Even Here (Full Band Take)"                                            | 5:56    |  |
| 4.                                             | "The Perfect Crime #2 (Early Take)"                                             | 6:29    |  |
| 5.                                             | "The Island; Come And See-The Landlord's Daughter-You'll Not Feel The Drowning" | 10:58   |  |
| 6.                                             | "O Valencia! (Home Demo)"                                                       | 3:48    |  |
| 7.                                             | "The Perfect Crime #2 (Home Demo)"                                              | 7:04    |  |
| 8.                                             | "Yankee Bayonet (I Will Be Home Then) (Home Demo)"                              | 4:34    |  |
| 9.                                             | "The Capp Street Girls (Home Demo)"                                             | 2:58    |  |
| 10.                                            | "Culling Of The Fold (Home Demo)"                                               | 4:32    |  |
| 11.                                            | "Hurdles Even Here (Home Demo)"                                                 | 4:43    |  |
| 12.                                            | "Shankill Butchers (Home Demo)"                                                 | 4:22    |  |
| 13.                                            | "Summersong (Home Demo)"                                                        | 3:09    |  |
| 14.                                            | "The Day I Knew You'd Not Come Back (Home Demo)"                                | 6:32    |  |
| 15.                                            | "The Perfect Crime #1 (Home Demo)"                                              | 4:33    |  |
| 16.                                            | "The Crane Wife 1, 2 & 3 (Home Demo)"                                           | 12:49   |  |
| 17.                                            | "Sons & Daughters (Home Demo)"                                                  | 4:39    |  |
| Duração total:                                 | Duração total:                                                                  | 1:31:19 |  |

### Faixas bônus
- "After the Bombs" (iTunes bonus track) - 5:04
- "Culling of the Fold" (Tower Records bonus track) - 4:24
- "The Perfect Crime #1" + "The Day I Knew You'd Not Come Back" (Starbucks bonus track) - 15:17
- "Hurdles Even Here" (Starbucks bonus track) - 4:31

## Créditos
De acordo com as notas de encarte de The Crane Wife.

### The Decemberists
- Colin Meloy – vocais, guitarra, bouzouki, percussão
- Chris Funk – guitar, pedal steel, bouzouki, banjo, dulcimer, sanfona, percussão, backing vocals
- Jenny Conlee – piano, Wurlitzer, harmônio, órgão Hammond, sintetizador Moog, acordeão, glockenspiel, percussão, backing vocals
- Nate Query – contrabaixo acústico, baixo elétrico, violoncelo, percussão, backing vocals
- John Moen – bateria, percussão, backing vocals

### Músicos adicionais
- Laura Veirs - dueto vocal em "Yankee Bayonet (I Will Be Home Then)"
- Eyvind Kang - viola, violino
- Ezra Holbrook - backing vocals
- Christopher Walla - backing vocals, teclado
- Steve Drizos - hand drums

### Produção
- Produzido por Tucker Martine e Christopher Walla com The Decemberists
- Mixado por Tucker Martine e Christopher Walla
- Masterizado por Roger Seibel
- Engenheiro assistente: Rich Hipp
- Design por Carson Ellis, Colin Meloy e Mike King
- Ilustrações e lettering por Carson Ellis
- Layout por Mike King
- Retratos da banda desenhados de fotografia por Autumn de Wilde